# زمین‌لرزه ۱۳۳۳ طالقان
زمین‌لرزه طالقان (۱۳۳۳) در ۵ فروردین ۱۳۳۳ (۲۵ مارس ۱۹۵۴) و در روستای جزنیان طالقان روی داد. رانش و شکاف برداشتن زمین در این منطقه و در نتیجه فرو رفتن خانه‌ها و تلفات بسیار در روستای جزنیان از نتایج این زلزله بود.